# Francisco (księżyc)
Francisco (Uran XXII) – mały, nieregularny księżyc planety Uran. Odkryli go Matthew Holman, John Kavelaars, Dan Milisavljevic i Tommy Grav w Międzyamerykańskim Obserwatorium Cerro Tololo w 2001 roku, jednak potwierdzenie tego odkrycia i wyliczenie elementów orbity nastąpiło dopiero w 2003 roku.
Jest to najbardziej wewnętrzny z nieregularnych księżyców Urana, porusza się ruchem wstecznym.
Nazwa pochodzi od imienia jednego z bohaterów sztuki Burza Szekspira.